# Feylinia
Feylinia – rodzaj jaszczurek z podrodziny Scincinae w rodzinie scynkowatych (Scincidae).

## Zasięg występowania
Rodzaj obejmuje gatunki występujące w Afryce.

## Systematyka

### Etymologia
- Feylinia: J.E. Gray nie wyjaśnił etymologii nazwy rodzajowej[1].
- Chabanaudia: Paul Chabanaud (1876–1959), francuski zoolog[2]. Gatunek typowy: Feylinia boulengeri Chabanaud, 1917.

### Podział systematyczny
Do rodzaju należą następujące gatunki:
- Feylinia boulengeri
- Feylinia currori
- Feylinia elegans
- Feylinia grandisquamis
- Feylinia macrolepis
- Feylinia polylepis